# Poliklet
Poliklet (grč. Πολύκλειτος (Polýkleitos)) bio je grčki kipar i teoretičar iz Arga (djelovao između 460. i 420. pr. Kr.). Oblikovao uglavnom brončane figure atleta koji su idealnim proporcijama ljudskoga tijela postali uzor kiparima antike. Sam Poliklet je u svojoj teoretskoj raspravi dao mjere za skladnu kompoziciju idealnih proporcija (tzv. "Grčki kanon"). Ideja proračunatog reda postala je okosnica cijele kulture antičke Grčke. Jedan od zakona njegova kakanona je da u savršeno tijelo 7 puta mora stati glava. Primjer za to je skulptura Dorifora (Kopljonoša) (izvorno je djelo bilo u bronci, a rimska se kopija u kamenu nalazila u Pompejima, danas u Napulju.). Ovo je ujedno i prva skulptura u tzv. stavu kontraposta, tj. prirodnom stavu ljudskog tijela oslonjenog na jednu nogu pri čemu se tijelo izvija u S liniju. Zbog asimetričnog sklada ova poza korištena je kroz cijelu antiku, a u renesansi će postati jedan od preduvjeta realizma.
Najpoznatije skulpture su mu: Efeb, Dijadumen (Tezej), Diskofor (Nosač diska) i naravno Dorifor, koje nisu očuvane u brončanom originalu, nego u brojnim kasnijim mramornim rimskim kopijama.Skulpturu Ranjene Amazonke napravio je nakon što je pobijedio u natjecanju s Fidijom.
- Dijadumen iz Arheološkog muzeja u Ateni.
- Dikofor, rimska mramorna kopija, Louvre, Pariz.
- Dorifor, kopija u Pompeji.
- Dorifor, brončana kopija u Göteborgu, Švedska.
- Ranjena Amazonka, rimska mramorna kopija, gliptoteka u Kopenhagenu.

## Vanjske poveznice
- Klasično kiparstvo.  Arhivirana inačica izvorne stranice od 5. siječnja 2008. (Wayback Machine)
- Enciklopedija Britannica iz 1911. g.: "Poliklet".  Arhivirana inačica izvorne stranice od 14. veljače 2006. (Wayback Machine)

Grčka djela koja spominju Polikleta uključuju:
- smARThistory: Dijadumen (engl.).  Arhivirana inačica izvorne stranice od 18. svibnja 2007. (Wayback Machine)